# Uwe Maerz
Uwe Thomas Maerz (Hannover, 6 de octubre de 1969) es un deportista alemán que compitió en remo. Ganó dos medallas en el Campeonato Mundial de Remo, en los años 1992 y 1996.

## Palmarés internacional
| Campeonato Mundial | Campeonato Mundial       | Campeonato Mundial | Campeonato Mundial      |
| Año                | Lugar                    | Medalla            | Prueba                  |
| ------------------ | ------------------------ | ------------------ | ----------------------- |
| 1992               | Montreal (Canadá)        | Medalla de bronce  | Ocho con timonel ligero |
| 1996               | Motherwell (Reino Unido) | Medalla de oro     | Ocho con timonel ligero |